# Paul R. Williams
Paul R. Williams manté la Càtedra Rebecca Grazier de Dret i Relacions Internacionals a l'American University, on ensenya a l'School of International Service i el Washington College of Law. És president i cofundador del Public International Law & Policy Group (PILPG), una organització no governamental (ONG) que proporciona assistència legal gratuïta als països i governs que participen en les negociacions de pau, la redacció de les constitucions posteriors als conflictes, i l'enjudiciament dels criminals de guerra.
Williams presentà el 15 de març de 2016 un informe sobre la independència de Catalunya al Congrés dels Estats Units. En la presentació de l'informe assegurà que no hi havia cap precepte de la llei internacional que pogués prohibir una declaració unilateral d'independència i que el no reconeixement de la Catalunya estat seria extremadament difícil de justificar.
Williams, juntament amb d'altres experts, elaborà l'informe acadèmic titulat "La legitimitat del dret de decidir de Catalunya", encarregat pel Govern català i que el departament d'Afers Exteriors envià a les cancelleries internacionals. El punt de partida de l'estudi és el reconeixement de Catalunya com a nació i, en conseqüència, el seu dret d'autodeterminació, i defensa que la llei del referèndum compleix els requisits legals internacionals.